# Китайска кухня
Китайската кухня широко се смята за една от най-богатите и разнообразни кухни и наследства в света. Тя произлиза от различни райони на Китай и е разпространена широко в много други части на света – от Източна Азия до Северна Америка, Австралазия и Европа.Оризът е незаменима част от повечето китайски ястия. Въпреки това, в много части на Китай, особено в Северен Китай преобладават житните храни като фиде и хлебчета, приготвени на пара  за разлика от Южен Китай, където преобладава използването на ориз. Независимо от важността на ориза в китайската кухня, в крайно формална обстановка може да се окаже, че въобще не се сервира ориз. В такъв случай ориз се предлага едва когато не останат никакви други ястия или като символично ястие на края. Супа обикновено се сервира в началото и на края в Южен Китай.
Пръчиците за хранене са основен прибор за хранене за твърди храни в китайската култура, а супите и другите течности се ядат с широка лъжица с плоско дъно, традиционно изработена от керамика. Отчита се, че дървените пръчици за хранене губят превъзходството си поради дефицити в дърводобива в Китай и Източна Азия. Много китайски заведения за хранене обмислят преминаване към по-екологични прибори за хранене като пластмасови или бамбукови пръчици. По-скъпи материали, използвани в миналото са слонова кост и сребро. От друга страна, пръчиците за еднократна употреба, направени от дърво или бамбук не са заменили тези за многократна употреба в малките ресторанти.
В повечето ястия в китайската кухня храната се приготвя на хапки, готови за вземане и консумация. В миналото китайската култура е разглеждала използването на нож и вилица на масата за варварско поради това, че тези прибори се смятат за оръжия. Освен това, смятало се е за нелюбезно да се карат гостите да си правят труда да режат храната си. Рибата обикновено се готви и сервира цяла, като ядящите откъсват парченца от нея с пръчиците за хранене, за разлика от други кухни, където рибата първо се филетира. Това е защото е желателно рибата да се сервира възможно най-прясна. В ресторантите сервитьорите често използват две лъжици, за да раздели рибата на порции на масата.
В китайската кухня всеки отделен хранещ се получава собствена паничка с ориз, а останалите ястия се сервират в общи съдове и се използват от всички седящи на масата заедно. Всеки хранещ се взема храна от общите съдове на хапки с пръчиците си за хранене. Това е в контраст със западния начин на хранене, при който всичко се сипва отделно в началото. За много не-китайци е неудобно това, че личните прибори се потапят в общите съдове. За тази цел се използват допълнителни лъжици или пръчици за сервиране. В райони с увеличено западно влияние като Хонконг хранещите се получават всеки по една тежка метална лъжица за тази цел. Избраната храна се яде с ориз заедно или чрез редуване.
Вегетарианството не е необичайно в Китай, въпреки че, както и на Запад, то се практикува от относително малка част от населението. Китайският вегетарианец не яде много тофу, както е стереотипното впечатление на Запад. Повечето китайски вегетарианци са будисти. Некитайците, хранещи се с китайски ястия, ще забележат, че голям брой популярни зеленчукови ястия всъщност съдържат месо (обикновено свинско), тъй като по традиция парченца месо се използват за овкусяване на ястията. Китайската будистка кухня има много истински вегетариански ястия, които не съдържат месо.
В края на една формална вечеря обикновено се сервира сладко ястие като нарязани плодове или сладка супа (糖水, букв. „захарна вода“), която се сервира топла.
В традиционната китайска култура студените напитки се смятат за вредни за храносмилането на гореща храна, така че елементи като ледено студена вода или безалкохолни напитки не се сервират по време на ядене. Освен супа, ако други напитки се сервират, те най-вероятно ще бъдат горещ чай или гореща вода. Смята се, че чаят подпомага храносмилането на мазни храни. Независимо от този обичай в наше време бирата и безалкохолните напитки са популярна добавка към храната. Популярна комбинация в много малки ресторанти в части от Китай е горещо ястие със студена бира – комбинация, наричана 冷淡杯(Pinyin: leng3 dan4 bei1, буквално „топла и безвкусна чаша“, въпреки силните подправки), което е в противоречие с това, което би посъветвала традиционната мъдрост.
Често китайската храна извън Китай може да бъде автентична или адаптирана за местните вкусове или дори нещо съвсем новоизмислено. Например чап чой не се сервира в китайските ресторанти в Китай.